# Greatest Hits Live (álbum de The Who)
Greatest Hits Live é um álbum ao vivo da banda de rock britânica The Who. Foi lançado originalmente em 19 de janeiro de 2010 de forma exclusiva na iTunes Store, ganhando em 23 de março do mesmo ano uma versão em CD pela Geffen Records.

## Faixas
Disco um
1. "I Can't Explain" (San Francisco Civic Auditorium, São Francisco, 1971)  – 2:32
2. "Substitute" (San Francisco Civic Auditorium, São Francisco, 1971)  – 2:10
3. "Happy Jack" (City Hall, Hull, 1970)  – 2:12
4. "I'm a Boy" (City Hall, Hull, 1970)  – 2:42
5. "Behind Blue Eyes" (San Francisco Civic Auditorium, São Francisco, 1971)  – 3:39
6. "Pinball Wizard" (Vetch Field, Swansea, 1976)  – 2:48
7. "I'm Free" (Vetch Field, Swansea, 1976)  – 1:44
8. "Squeeze Box" (Vetch Field, Swansea, 1976)  – 2:51 (lançada anteriormente como faixa bônus da edição em CD de The Who by Numbers de 1996)
9. "Naked Eye/Let's See Action/My Generation Blues (Medley)" (Charlton Athletic Football Club, Londres, 1974)  – 14:19
10. "5:15" (The Capital Centre, Largo, 1973)  – 5:53
11. "Won't Get Fooled Again" (The Capital Centre, Largo, 1973)  – 8:38
12. "Magic Bus" (Leeds University, Inglaterra, 1970)  – 7:33 (versão do LP original de Live At Leeds, com um trecho da música invertido)
13. "My Generation" (Aeolian Hall, Londres, 1965)  – 3:25 (lançada anteriormente em BBC Sessions)

Disco dois
1. "I Can See for Miles" (Universal Amphitheatre, Los Angeles, 1989)  – 3:45
2. "Join Together" (Universal Amphitheatre, Los Angeles, 1989)  – 5:09
3. "Love, Reign O'er Me" (Universal Amphitheatre, Los Angeles, 1989)  – 5:53
4. "Baba O'Riley" (Universal Amphitheatre, Los Angeles, 1989)  – 5:16
5. "Who Are You" (Universal Amphitheatre, Los Angeles, 1989)  – 6:22
6. "The Real Me" (Watford Civil Hall, Watford, 2002)  – 6:44
7. "The Kids Are Alright" (Royal Albert Hall, Londres, 2002)   – 4:03
8. "Eminence Front" (Brisbane Entertainment Centre, Brisbane, 2009)  – 5:50
9. "A Man in a Purple Dress" (Nassau Coliseum, Uniondale, 2007)  – 4:28